# Wilhelmina Busch-Woods

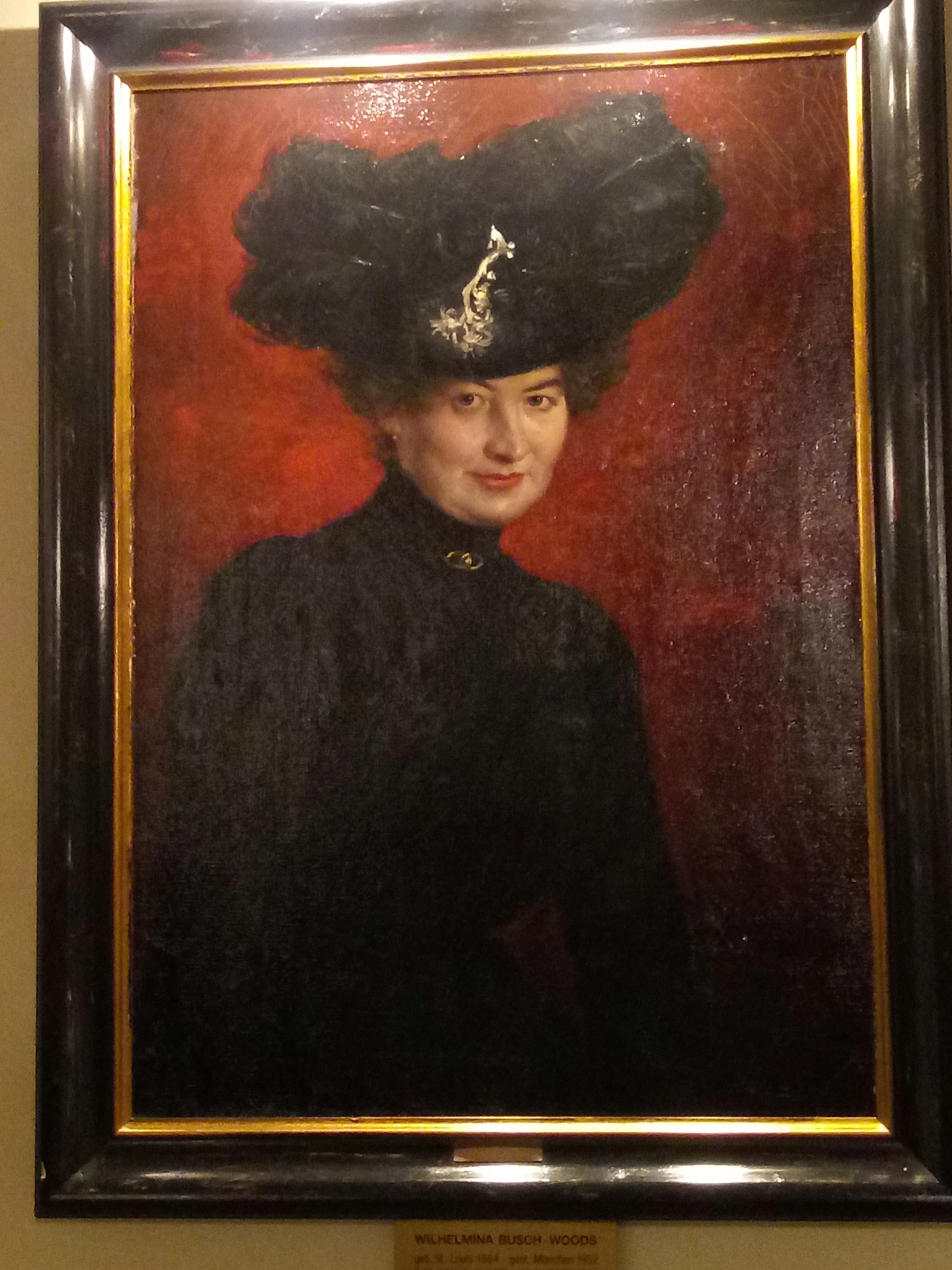
Wilhelmina Busch-Woods Gemälde von Hans Best.

Wilhelmina Busch-Woods (* 10. Januar 1884 in St. Louis, Missouri; † 23. November 1952 in München, begraben im Park von Schloss Höhenried) war das 13. und letzte Kind von Adolphus Busch, dem Mitbegründer der Brauerei-Dynastie Anheuser-Busch in den Vereinigten Staaten. Bekanntheit erlangte sie durch ihr vielfältiges Engagement in Bernried am Starnberger See ab 1911.

## Leben
Wilhelmina absolvierte ihre Schulausbildung im „Mary-Institute“ in St. Louis. Im Alter von 18 Jahren lernte sie den 23-jährigen Leutnant Eduard Scharrer aus Stuttgart kennen, der sich gerade gemeinsam mit seinem Vater auf einer Amerikareise befand und heiratete ihn schließlich 1906.
Das Paar zog 1909 nach Stuttgart, der Heimat des Ehemannes. Sie unternahmen zahlreiche Reisen. Anlässlich einer Jagdpartie am Starnberger See kamen sie nach Bernried, wo sie sich ab 1911 niederließen. Wilhelmina Busch war ihrerzeit als Mit-Erbin der Anheuser-Busch-Bier Dynastie die Nummer 8 auf der Millionärsliste des Deutschen Kaiserreichs. In Bernried erwarb sie riesige Landflächen, um ihre Vision zu verwirklichen, die berühmten öffentlich zugänglichen amerikanischen Busch Gardens zu reproduzieren, die ihr Großvater väterlicherseits in Pasadena, Kalifornien angelegt hatte. Am Ende gehörten ihr mehr als 750 Hektar Grund, etwa die Hälfte des Gemeindegebiets. 
Wilhelmina galt als begeisterte Naturliebhaberin. Sie beschäftigte sich mit Blumen, der Gärtnerei sowie der Anlage und Gestaltung des großzügigen Parks. Unterstützt wurde sie dabei vom renommierten bayrischen Hofgärtner Carl von Effner. Daneben wurde das Ehepaar auch im großen Stil seiner Rolle als Gastgeber bei geschäftlichen Besprechungen mit Repräsentanten der Hochfinanz, der Großindustrie und des Adels sowie bei sonstigen gesellschaftlichen Anlässen gerecht.
Nachdem ihr Ehemann am 24. September 1932 verstarb, Wilhelmina wollte sich bereits nach einem Ehebruch von ihm scheiden lassen, heiratete sie 1933 zum zweiten Mal, ihren Arzt Dr. Carl Borchard aus Seeshaupt.
Wilhelmina Busch-Borchard arbeitete weiter daran, im Gemeindeteil Höhenried ein Schloss zu errichten, ein schwieriges Unterfangen in einem Landschaftsschutzgebiet und einer sich entwickelnden Kriegswirtschaft mit entsprechenden Rohstoffknappheiten. Im Sommer 1939 wurde das letzte in Bayern errichtete Schloss fertiggestellt.
Kurz bevor die USA in den Zweiten Weltkrieg eintraten, verlegte Wilhelmina Busch-Borchard ihren Wohnsitz vorsichtshalber vorübergehend in die Schweiz. Zuvor ließ sich Wilhelmina von ihrem zweiten Ehemann Dr. Borchard scheiden, von dem sie schon längere Zeit getrennt gelebt hatte. In der Schweiz lernte sie Sam Woods kennen, der 1948 ihr dritter Ehemann wurde. Sie ließen sich wieder in Bernried nieder. Ein Jahr nach der Umwandlung des Bernrieder Parks in eine Stiftung und der Öffnung für die Allgemeinheit – auch um einer Enteignung zu entgehen – starb Wilhelmina Busch-Woods 1952 bei einer Herzoperation in München.